# Mini Moke
De Mini Moke is een buggy die van 1964 tot 1993 werd gebouwd op basis van de Mini. Moke is een Engels woord voor ezel.

## Geschiedenis
De Mini Moke werd ontwikkeld door de British Motor Corporation. Hij was bedoeld voor de British Armed Forces, maar werd afgewezen wegens de geringe bodemvrijheid en het ontbreken van vierwielaandrijving. Daarentegen genoot de Moke grote populariteit bij onder andere de nouveau riche in mondaine plaatsen als Cannes en Saint-Tropez.

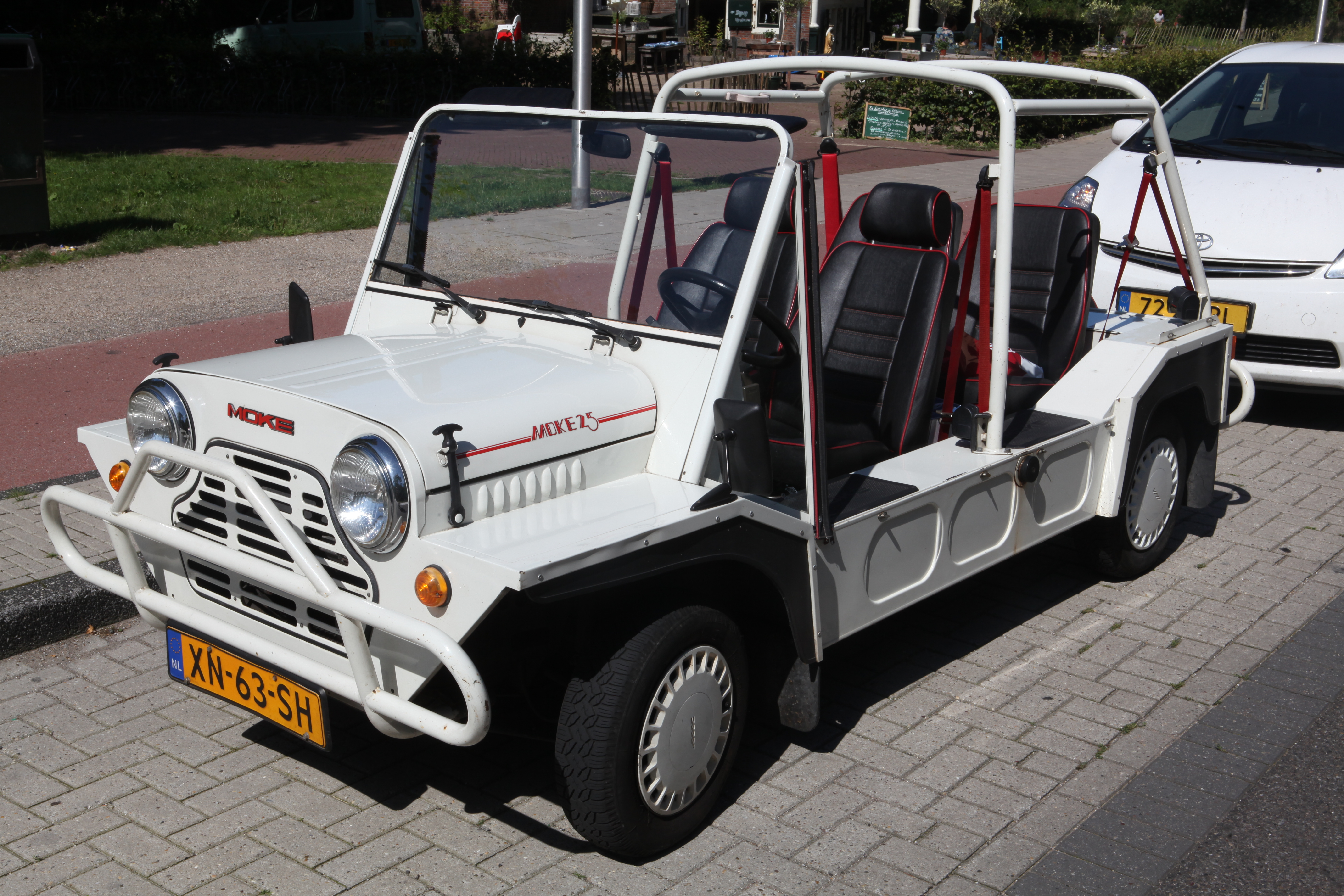
Mini Moke 25 jubileumversie (1989)

De Mini Moke werd tot 1968 in het Britse Longbridge gebouwd; in totaal 14.518 exemplaren. Van 1966 tot in 1981 werden ongeveer 26.000 exemplaren bij BMC/British Leyland in Australië gebouwd. Daarna werd de productielijn verhuisd naar de Portugese BL-fabriek in Setubál (IMA) waar tot 1990 ongeveer 8.500 exemplaren geproduceerd werden. In 1989 werd een serie van 250 stuks Mini Moke 25 gebouwd, om te vieren dat de Mini Moke 25 jaar in productie was.
In 1990 verkocht het concern, dat inmiddels Rover Group heette, de productiefaciliteiten aan de Italiaanse motorfietsfabrikant Cagiva, die in Setúbal naar schatting nog zo'n 1.500 exemplaren bouwde onder de naam Cagiva Moke. De totale Moke-productie bedraagt daarmee zo'n 50.000 stuks. In 1993 verplaatste Cagiva de productiefaciliteiten naar Italië, maar de productie werd niet meer hervat.

### e-Moke
Moke America produceert sinds 2016 een elektrische versie, de e-Moke. De meeste componenten van de e-Moke worden in de Verenigde Staten gemaakt, waaronder het glas, de veiligheidsgordels, de banden en de tien accu's, en het eindproduct wordt ook op Amerikaanse bodem geassembleerd.
Net als de oorspronkelijke variant is de e-Moke volledig open: zonder dak, zonder portieren, maar wel met een rolbeugel. De topsnelheid van de elektrische auto is 40 km/u, het vermogen bedraag 15 kW (20 pk) en het gewicht is 1050 kg. Het maximale rijbereik is 145 km. Het accupakket heeft een capaciteit van 12 kWh. Concurrenten van de e-Moke zijn auto's als de Citroën e-Méhari en Renault Twizy.